# Alen Milosevic
Alen Milosevic (Berna, 24 de diciembre de 1989) es un exjugador de balonmano suizo que jugaba de pívot. Su último equipo fue el SC DHfK Leipzig de la Bundesliga. Fue un componente de la selección de balonmano de Suiza.
Su primer gran campeonato con la selección fue el Campeonato Europeo de Balonmano Masculino de 2020.

## Clubes
| Club            | País     | Año         |
| --------------- | -------- | ----------- |
| BSV Bern        | Suiza    | 2007 - 2013 |
| SC DHfK Leipzig | Alemania | 2013 - 2022 |